# Veinticinco de Mayo megye (Chaco)
Veinticinco de Mayo (spanyol nevének jelentése: május huszonötödike) egy megye Argentínában, Chaco tartományban. A megye székhelye Machagai.

## Települések
A megye egyetlen nagyobb településből (Localidades) áll:
- Machagai

Kisebb települései (Parajes):